# Walt Disney Family Museum
O Walt Disney Family Museum (WDFM) é um museu americano que apresenta a vida e o legado de Walt Disney. O museu está localizado no Presídio de São Francisco, parte da Área de Recreação Nacional Golden Gate em São Francisco. O museu adaptou e ampliou três edifícios históricos existentes no Posto Principal do Presídio. O prédio principal, na 104 Montgomery Street, fica de frente para o Parade Ground e foi inaugurado em 1º de outubro de 2009.
O Walt Disney Family Museum é uma organização sem fins lucrativos 501(c)(3) que era formalmente propriedade, operada e financiada pela Walt Disney Family Foundation, uma organização sem fins lucrativos criada pelos herdeiros da Disney, incluindo Diane Disney Miller, filha da Disney e fundadora do museu. Não está formalmente associado à The Walt Disney Company, a empresa de mídia e entretenimento.

## Exposições

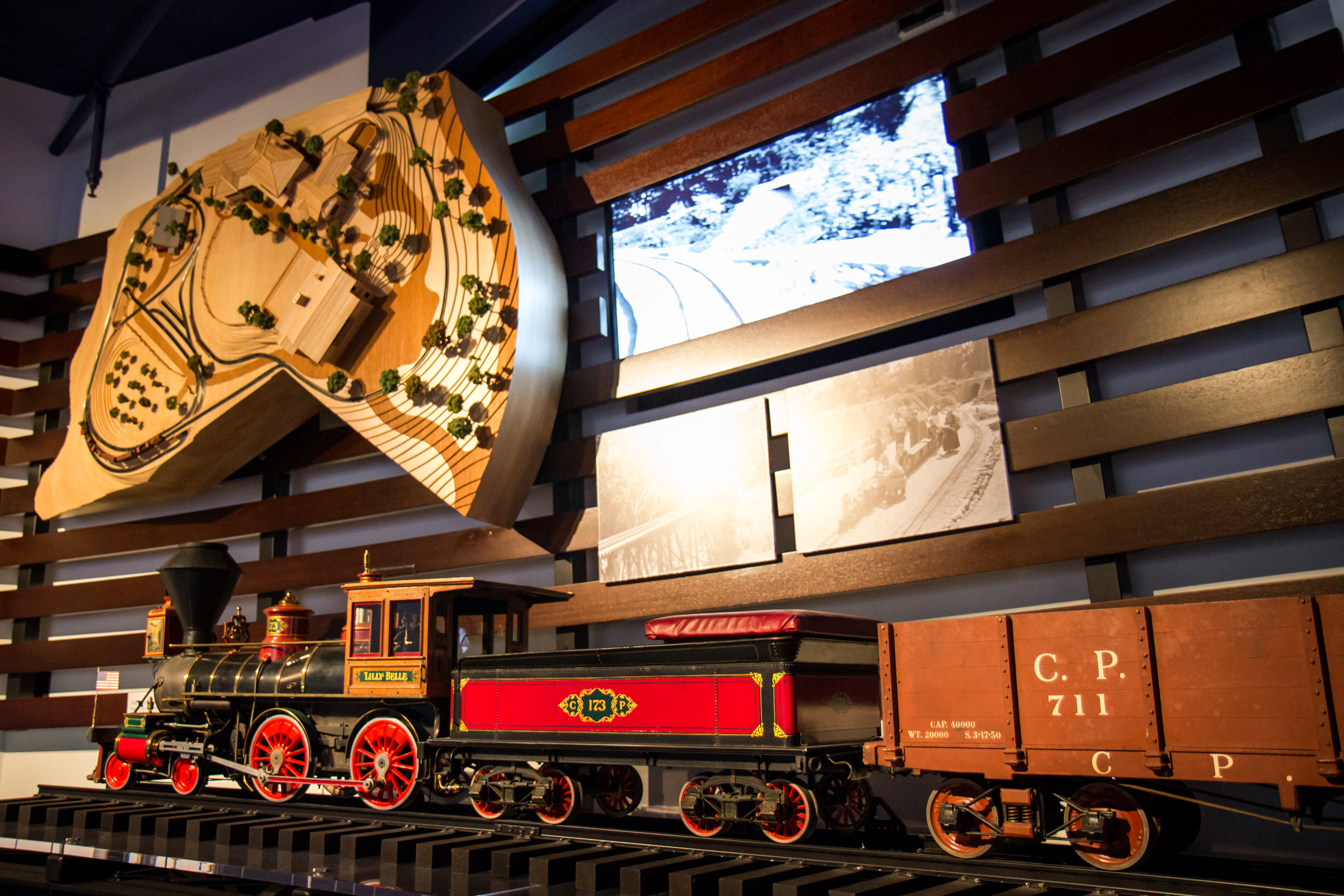
A locomotiva Lilly Belle e vários vagões de trem da Carolwood Pacific Railroad da Walt Disney estão no museu.

O espaço de 40.000 pés quadrados no edifício principal do museu apresenta a mais recente tecnologia e materiais históricos e artefatos para dar vida às realizações da Disney, com galerias interativas que incluem desenhos e animações antigas, filmes, música, estações de escuta e um modelo de 12 pés de diâmetro da Disneyland.

Existem dez galerias permanentes, começando com a história ancestral de Walt Disney e terminando com sua morte em 15 de dezembro de 1966.

## Recepção crítica

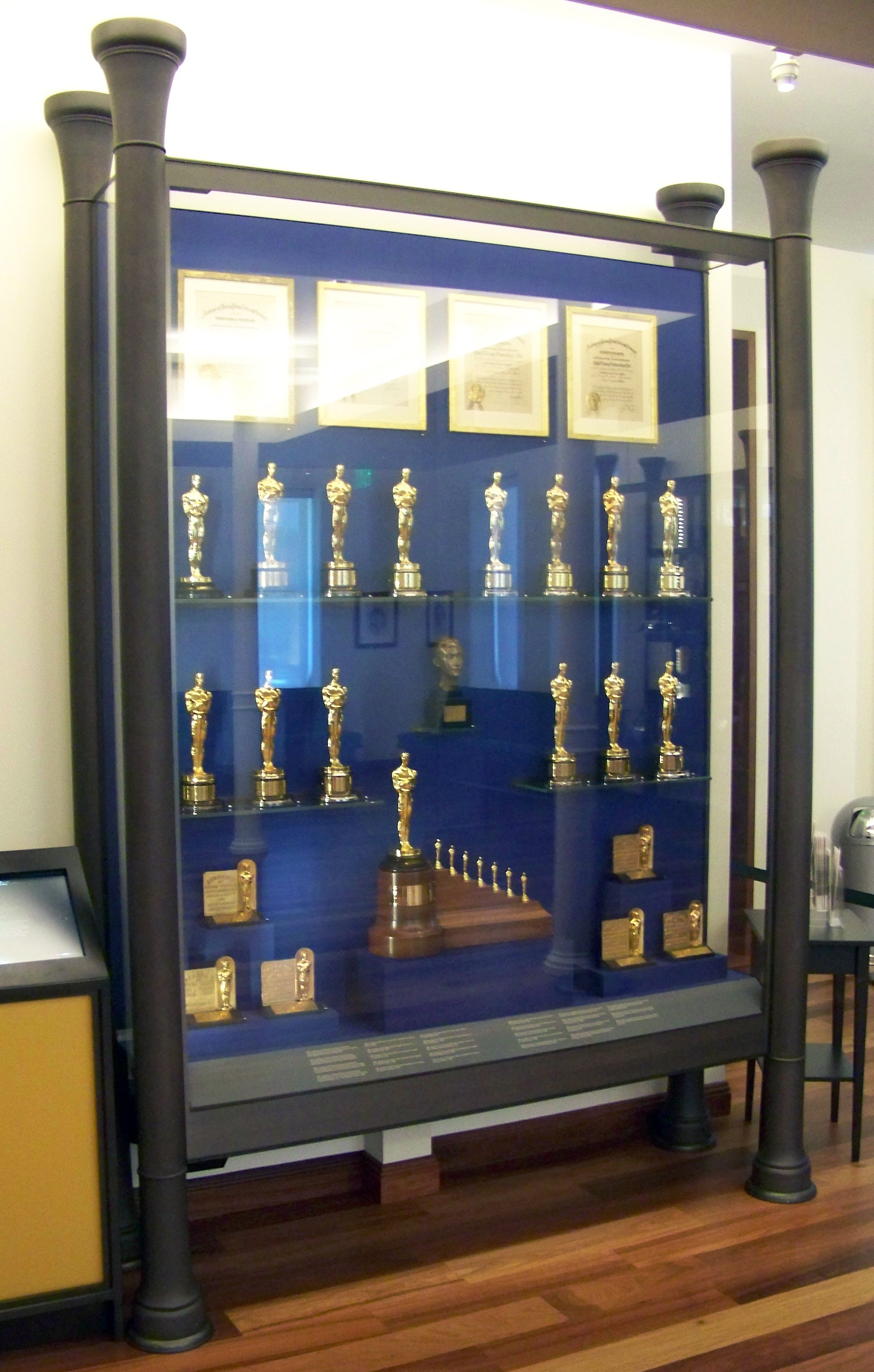
Esta vitrine no lobby mostra muitos dos prêmios da Academia que ele ganhou, incluindo o prêmio especial distinto na parte inferior para Branca de Neve e os Sete Anões.

É uma coleção de ideias e documentos, uma variedade de textos arquivísticos, cinematográficos e pop-culturais que historicizam o trabalho da Disney e nos obriga a pensar duas vezes sobre como o avaliamos. O museu energiza o debate acadêmico fascinantemente carregado que o fenômeno Disney provocou, sacudindo as imagens desgastadas, sóbrias e às vezes cínicas que temos da Disney e seu império, trazendo a eles cor e movimento renovados.Original (em inglês): It's a collection of ideas and documents, a diverse array of archival, filmic, and pop-cultural texts that historicizes Disney's work and compels us to think twice about how we appraise it. The museum energizes the fascinatingly charged scholarly debate that the Disney phenomenon has provoked, shaking the worn, staid, sometimes cynical images we have of Disney and his empire, bringing to them renewed color and motion.— Randy Malamud, do Chronicle of Higher Education  (em inglês)
Dada a herança do lugar, você espera ver um passeio no Walt Disney Family Museum . . . E, de certa forma, existe uma, já que o museu faz exatamente o que Disney achava que uma atração deveria fazer quando criou a Disneyland, há mais de meio século: conta uma história. E, embora o museu seja quase vagaroso em relatar sua narrativa, apenas aqui e ali entrando em terreno desconhecido, e embora as crianças passem rapidamente por muitas seções que irão fascinar os mais velhos, há emoções mais do que suficientes para todos.Original (em inglês): Given the heritage of the place, you expect to see a ride at the Walt Disney Family Museum . . . And in a way, there is one, since the museum does just what Disney thought a ride should do when he created Disneyland more than half a century ago: it tells a story. And while the museum is almost leisurely in relating its narrative, only here and there veering into uncharted terrain, and while children will quickly pass by many sections that will fascinate their elders, there are more than enough thrills for everyone.— Edward Rothstein, do The New York Times  (em inglês)